# E-Bow the Letter
Singles de R.E.M.
Tongue
(1997) Bittersweet Me
(1998)
Singles par Patti Smith
Summer Cannibals
(1996) 1959
(1997)
Pistes de New Adventures in Hi-Fi
Undertow Leave
E-Bow the Letter est une chanson du groupe de rock alternatif R.E.M., sortie comme premier single de leur dixième album studio New Adventures in Hi-Fi. Ce dernier single est sorti le 27 août 1996 quelques semaines avant la sortie de l'album. Durant le mois d'août 1996, R.E.M. signe un contrat avec Warner Bros. Records pour la publication de cinq albums . Bien que ce single ait atteint la 4e place du UK Singles Chart, chanson la mieux classée de R.E.M. au Royaume-Uni après The Great Beyond en 2000, la chanson a eu moins de succès aux États-Unis, atteignant la 49e au Billboard Hot 100. Elle est devenue le single principal d'un album de R.E.M. à s'être le moins bien classé aux États-Unis depuis Fall on Me, chanson issue de Lifes Rich Pageant en 1986, quand le groupe était dans un plus petit label, I.R.S. Records.

## Historique
Le titre est une référence à l'E-Bow, un appareil émettant un champ électromagnétique qui provoque des vibrations dans une corde de guitare électrique, créant un son ressemblant à celui que produirait un archet et à une « lettre jamais envoyée » de Michael Stipe. Le guitariste Peter Buck apparaît dans le clip, jouant avec l'EBow entre 1:27 et 1:30. La lettre jamais envoyée est probablement destinée à River Phoenix, elle exprimerait l'inquiétude de Michael Stipe pour son ami pris dans la spirale de la drogue, la lettre restant non envoyée eu égard à la mort de River Phoenix ; les mots « For River » (« Pour River ») apparaissent dans le rétroviseur sur la jaquette du single.
Patti Smith chante les chœurs de la chanson. R.E.M. a joué la chanson en live avec différents artistes tel Thom Yorke chantant les chœurs à la place de Patti Smith.
E-Bow the Letter a été classée 21e sur la liste du magazine NME Singles of the Year (Singles de l'année). En 2003, la chanson a été choisie pour figurer sur la compilation In Time.

## Liste des pistes
Toutes les chansons sont écrites par Bill Berry, Peter Buck, Mike Mills et Michael Stipe, sauf indication contraire.

### 7", Cassette and CD single
1. E-Bow the Letter – 5:22
2. Tricycle[A 1] – 1:58

### 12" and CD Maxi single
1. E-Bow the Letter – 5:22
2. Tricycle[A 1] – 1:58
3. Departure (Rome soundcheck)[4] – 3:33
4. Wall of Death[5] (Richard Thompson) – 3:07

Notes
1. 1 2  Enregistré pendant une prise de son au Riverport Amphitheater à Saint-Louis dans le Missouri aux États-Unis le 22 septembre 1995.

## Personnel
R.E.M.
- Michael Stipe – chant
- Bill Berry – batterie, percussion
- Peter Buck – guitare, sitar électrique
- Mike Mills – guitare basse, orgue, mellotron, synthétiseur Moog

Personnel supplémentaire
- Patti Smith – chœurs sur E-Bow the Letter

## Charts
| Chart (1996)                           | Meilleure position |
| -------------------------------------- | ------------------ |
| Charts australiens                     | 23                 |
| Charts autrichiens                     | 27                 |
| Charts belges (Flandres)               | 48                 |
| Charts canadiens                       | 6                  |
| Charts canadiens Rock/Alternative      | 1                  |
| Charts finlandais                      | 11                 |
| Charts irlandais                       | 8                  |
| Charts néo-zélandais                   | 32                 |
| Charts norvégiens                      | 6                  |
| Charts suédois                         | 21                 |
| Charts suisses                         | 22                 |
| Charts anglais                         | 4                  |
| U.S. Billboard Hot 100                 | 49                 |
| U.S. Billboard Hot Dance Singles Sales | 39                 |
| U.S. Billboard Modern Rock Tracks      | 2                  |
| U.S. Billboard Mainstream Rock Tracks  | 15                 |

## Source
- (en) Cet article est partiellement ou en totalité issu de l’article de Wikipédia en anglais intitulé « E-Bow the Letter » (voir la liste des auteurs).